# Burrito
Il burrito o taco de harina è una pietanza che appartiene alla cucina tex-mex e consiste in una tortilla di farina di grano riempita con carne di bovino, pollo o maiale, che è poi chiusa ottenendo una forma cilindrica.
Negli Stati Uniti il ripieno include anche altri ingredienti come riso, fagioli, lattuga, pomodori, salsa, guacamole e formaggio, quindi lo spessore del burrito aumenta considerevolmente. La tortilla di farina di grano è solitamente grigliata leggermente, in modo da renderla più morbida e flessibile. Una versione industriale americana è a base di farina di mais.
I burritos possono essere farciti in vario modo e sono differenti dai tacos messicani perché sono preparati con tortillas di farina di grano invece che di mais.

## Origini
La ricetta del burrito, che in spagnolo significa "asinello", la si fa tradizionalmente risalire all'epoca della Rivoluzione messicana, quando un venditore di cibo ambulante, tale Juan Méndez, ebbe l'idea d'avvolgere il cibo che vendeva in una grande tortilla fredda per poterlo conservare al meglio, per poi mettersi a servirlo raccolto in quella maniera in giro per le strade. Quest'idea fu un successo al punto che Méndez comprò un asino (burro in spagnolo) con cui potersi spingere per venderne anche oltre i confini del Messico.

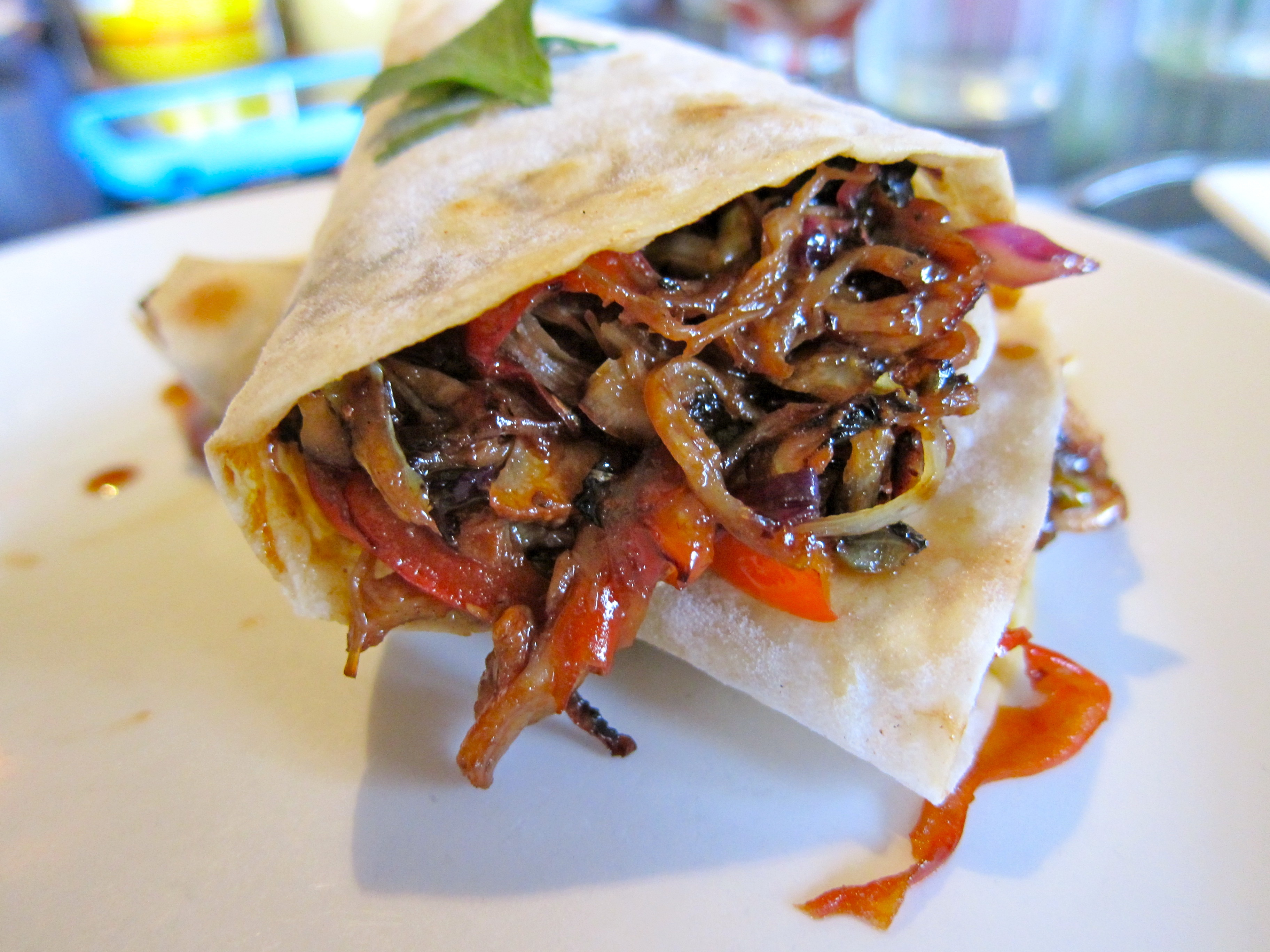
Burrito con cipolle, carne di maiale e peperoni

Oggi il burrito è molto conosciuto negli Stati Uniti e in Canada, probabilmente grazie alla disponibilità elevata di tortilla di farina di grano, ma è raro da trovare in Messico nonostante sia considerato come un piatto della cucina messicana.